# 한화에어로스페이스
한화에어로스페이스(영어: Hanwha Aerospace)는 한화그룹 계열의 항공우주 및 방산 기업이다.
1977년 삼성정밀공업으로 창립, 1987년에는 '삼성항공산업주식회사'로 사명이 변경되었고, 2000년 '삼성테크윈'으로 변경하였다. 2015년 사명을 한화테크윈으로 변경, 2018년 사명을 한화에어로스페이스로 변경하였다. 그 후 ㈜한화/방산 (2023년 4월), 한화디펜스를 (2022년 11월) 인수∙합병하였다.

## 사업분야
- 항공우주 : 가스터빈 엔진 및 부품, 항공기 부품, 우주발사체 엔진
- 방산 : 화력체계, 기동체계, 대공체계, 유무인복합체계, 유도무기체계, 탄약체계, 항법장치, 레이저, 우주발사체 관련기술
- 전기추진체계 : UAM용 수소연료전지, 잠수함용 리튬전지체계, ESS

2024년 연결 자회사인 한화정밀기계와 한화비전 등 비주력 사업 부문을 신설한 지주회사 아래에 재편하고 주력 사업인 항공과 방산, 우주 등은 존속 회사인 한화에어로스페이스에 남게 하는 인적분할을 추진한다.

### 우주
한화에어로스페이스는 한국형 발사체 누리호(KSLV-2)에 장착되는 총 6기의 액체로켓 엔진과 공급계 밸브, 자세제어시스템, 추진기관 시험설비를 비롯한 각종 핵심부품을 생산하고 있다. 2022년 12월에는 한국형발사체 고도화 체계종합기업에 한화에어로스페이스가 선정되며 2023년부터 2027년까지 항우연과 함께 누리호 3기를 제작하고, 4회를 추가적으로 발사할 계획이다. 한편 한화에어로스페이스는 2021년에 위성체계 개발 및 수출기업인 쎄트렉아이의 지분을 인수하였다.

### 항공
한화에어로스페이스는 1979년 가스터빈 엔진창정비 사업을 시작으로 F-15K, T-50 고등훈련기 등 각종 전투기 엔진과 한국형 헬기 '수리온'의 국산화 엔진, 해군 주력 함정에 들어가는 함정용 엔진 등 9,000대 이상의 엔진을 누적 생산해왔다. 또한 민간 항공기의 엔진 부품을 미국 GE(General Electric), 영국 R-R(Rolls-Royce), 미국 P&W(Pratt & Whitney)에 공급하고 있다. 2019년에는 미국 항공기 엔진 부품사인 이닥(EDAC)을 인수, 한화에어로스페이스 USA를 새롭게 출범했다.

### 지상방산
한화에어로스페이스는 화력, 기동, 대공, 수상, 유무인복합 체계 등 지상체계를 개발, 생산하고 있으며, 2023년 4월 한화방산(구㈜한화 방산부문)을 인수합병 하며 화약기술을 바탕으로 유도무기 및 탄약체계, 레이저, 항법 등 사업영역을 확장할 계획이다.
한화에어로스페이스에서 생산/납품되는 장비는 아래와 같다.
- 화력체계: K9자주포, K10탄약운반장갑차, K77사격지휘장갑차, K55A1자주포, K56탄약운반장갑차, K105A1자주포, 발사대 등
- 기동체계: K21보병전투장갑차, K200A1, 120밀리자주박격포, 바라쿠다, 타이곤, 화생방정찰차 등
- 대공체계: 비호복합, 30mm차륜형대공포, 천마, 노봉, 발칸 등
- 수상체계: KAAV, 자주도하장비 등
- 유무인복합체계: 폭발물 탐지/제거 로봇, 무인수색차량, 다목적무인차량 (Arion-SMET) 등
- 유도무기/탄약체계: 천무, 전술지대지, 천검, 박격포탄약, 로켓탄약, 공병탄약 등
- 항법체계: 자이로 센서 등

### 전기추진체계
한화에어로스페이스는 도심항공모빌리티(UAM) 분야에서 친환경 파워트레인 (동력의 발생 및 전달장치)의 핵심 구성품인 배터리팩 (Energy Storage System)과 모터 (Electric Engine)를 2023년까지 美 오버에어사에 공급할 예정이며,
2022년에는 영국 버티컬 에어로스페이스와 전기수직이착륙기(eVTOL)용 전기식작동기(EMA) 장기 개발∙공급계약을 체결했다. 더불어 친환경 선박시장을 타겟으로 선박용 ESS를 개발/납품 중이다.

## 연혁
- 1977년 8월: 삼성정밀공업 설립
- 1978년: 방산업체 지정
- 1978년: '정밀기기연구소' 개소
- 1979년: 항공기용 가스터빈 엔진 정비사업 개시
- 1979년: ㈜한화방산 중앙연구소 설립
- 1980년: 미국 GE사와 기술제휴로 국산항공기용 제트엔진 생산 착수
- 1981년: 항공기 부품 제작사업 착수
- 1982년: 국내 최초 항공기엔진 국산화 출하
- 1983년: 한국중공업(주) 중장비공장 인수(3공장)
- 1983년: 미국 GE사와 J85-13/17 엔진 부품제작에 관한 기술도입 계약 체결
- 1983년: Pratt & Whitney Aircraft사와 엔진 사업 공동추진 합의 계약 체결
- 1984년 10월: '다관절형 조립용 로봇'을 개발
- 1984년: K55 자주포 양산
- 1984년: K200 한국형 보병전투장갑차 개발
- 1985년: K55 생산개시
- 1985년: 1공장, 반도체용 리드프레임공장 준공
- 1985년: Pratt & Whitney사와 PW4000엔진 공동개발 생산 참여
- 1986년 7월: 카메라 독자모델인 '윙키(winky)' 출시
- 1986년 11월: '한국 전투기 사업(KFP) 주력업체'로 선정
- 1987년 2월: 상호명을 삼성정밀공업에서 삼성항공산업으로 변경
- 1987년: 항공우주연구소 설립
- 1987년: 헬기 생산사업 착수
- 1987년 5월: 한국증권거래소에 '주식'을 상장
- 1987년: 대전사업장 인수 (ADD 추진제 생산시설)
- 1990년: GE사의 F404엔진 수주
- 1991년: KFP 면허생산 공식 체결
- 1991년: 차세대 전투기사업 국방부와 최종계약 체결
- 1991년: 산업용 가스터빈 엔진개발사업 계약체결
- 1991년: 보은사업장 준공
- 1993년: 사천 '종합 항공기 공장'을 준공
- 1993년: K200 한국형 보병전투장갑차 말레이시아 수출
- 1994년: F-16 국산화 엔진 1호기 출하
- 1995년 1월: 일본 '유니언 사'를 인수
- 1995년: 대형헬기 UH-60(블랙호크) T-700엔진 본격 생산
- 1996년 5월: 세계 최초로 '1기가용 리드프레임' 개발
- 1997년: KFP 국산화엔진 1호기 출하
- 1997년: 한국형 KF-16 전투기 국산화 1호기 생산
- 1998년: 한국형 상륙돌격장갑차(KAAV) 초도 양산
- 1998년: 美, GE사로부터 대형 여객기 엔진부품 대량 수주
- 1998년: 美, 보잉사에 최신 항공기 날개구조물 3백여대 분 독점 공급
- 1998년: 美, GE사로부터 항공기 엔진부품 생산 최우수 업체 선정
- 1998년: 美, 얼라이드시그널사로부터 항공기 엔진부품 3천 7백만불 수주
- 1998년: 美, 록히드마틴과 고등훈련기 공동판매 계약 체결
- 1998년: 美, 벨사와 다목적 군용헬기 공동개발 계약 체결
- 1999년: K9 자주포 양산
- 1999년: 천마 단거리 지대공 유도무기 양산
- 1999년: 한국형 구축함용 가스터빈 엔진 공급계약 체결
- 1999년 9월: 한국항공우주산업에 '항공기 사업' 양도
- 2000년 3월: 상호명을 삼성항공산업에서 삼성테크윈으로 변경[5]
- 2000년: 미국 P&W사 엔진부품 1억 달러 수주
- 2000년: KT-1엔진 초도품 출하
- 2001년: 한국형 구축함 KDX-Ⅱ 국산화 엔진 출하
- 2001년: '인공관절 사업'을 시작
- 2001년: K9 자주포 터키 수출
- 2004년: 30mm 자주대공포 비호 양산
- 2004년: 바라쿠다 (4X4) 인도네시아 수출
- 2004년: 차세대 전투기 F-15K의 국산화 엔진 1호기 생산
- 2004년: 정밀유도기술연구소 설립
- 2006년: 세계 최초 개발한 로봇형 탄약운반장갑차 K10 초도 출하기념식 개최
- 2006년: 종합연구소 설립(중앙연구소-정밀유도기술연구소 통합)
- 2006년 10월: 일본 ‘굿 디자인 어워드 2006’에서 '굿디자인상'을 수상
- 2006년 10월: 경제정의연구소 주관 경제정의기업최우수기업상'을 수상
- 2007년: 중국 천진에 'TSOE 신공장'을 준공
- 2008년: K21 보병전투장갑차 양산
- 2008년: 'K-55 자주포 성능개량 사업 및 K-55 자주포용 탄약운반장갑차 개발 업체'로 선정
- 2008년: '미국 휴스턴, 메릴랜드 연구소' 개소
- 2009년 2월: '카메라사업부문을 분사'하여 '삼성디지털이미징'을 설립[6]
- 2010년: 판교 R&D 센터 준공
- 2011년: K55A1 성능개량 자주포 양산
- 2011년: 경공격기(FA-50)용 엔진 초도 양산 계약
- 2011년: 'K55A1 자주포 초도 양산'을 시작, 폰 카메라 모듈 사업 중단[7]
- 2012년: '수리온 엔진 초도 납품' 개시[8]
- 2012년: 순항형 유도무기체계 사업 수주
- 2013년: 타란툴라(6x6) 인도네시아 수출
- 2013년: GE와 LPT(Low Pressure Turbine) 모듈 단독 공급 계약 체결
- 2013년: 방위사업청과 FA-50엔진 공급 계약 체결
- 2014년: 정밀유도포탄 사업 수주
- 2014년: 전술 지대지 유도무기체계 사업 수주
- 2014년 4월 9일:반도체부품(MDS) 사업부를 분할해 신설 법인 MDS로 양도[9]
- 2014년: K9 자주포 폴란드 수출[10]
- 2014년: 해성 대함미사일 발사대 콜롬비아 수출
- 2014년: K56 탄약운반장갑차 양산
- 2014년: KAI(Korea Aerospace Industries)와 T-50 수출용 엔진 공급 계약 체결
- 2014년: P&W(Pratt & Whitney)차세대 민항기용 GTF(Geared Turbo Fan) 엔진부품 장기 공급 계약 체결
- 2014년: 회로지령탄약 전력화
- 2014년: 단거리로켓발사기 사업 수주
- 2014년: 개량형 81MM 박격포탄(성형파편탄)체계사업 수주
- 2015년: 바라쿠다(4x4) 베트남 수출
- 2015년: 비호복합, 천궁 양산
- 2015년: GE에 4700억 규모 항공기 엔진 부품 공급
- 2015년: KAI(Korea Aerospace Industries)에 T-50 제트엔진 1702억 수주
- 2015년: 소형무장헬기 공대지유도탄체계 사업 수주
- 2015년: 장거리 지대공유도무기(L-SAM) 체계 사업 수주
- 2015년: 장거리 지대공유도무기(L-SAM) ABM(Anti-Ballistic Missile) 체계 사업 수주
- 2015년: 상호명을 삼성테크윈에서 한화테크윈으로 변경
- 2015년: 미국 P&W GTF 엔진 공동 개발사업(RSP) 지분 참여
- 2016년: KAAV 상륙돌격장갑차 필리핀 수출
- 2016년: 잠수함용 리튬전지체계 개발착수
- 2016년: 한국항공우주연구원과 한국형 발사체(KSLV-Ⅱ) 액체로켓 엔진제작 계약
- 2016년: 미국 GE와 LM6000, LM 2500, Leap 엔진 부품 공급 계약
- 2016년: 항공기 엔진부품 전용 신공장 준공(창원 2사업장)
- 2016년: 미국 P&W 싱가포르 항공기 엔진부품 생산법인 지분 30% 취득(JV)
- 2016년: 영국 Rolls-Royce와 Trent 7000 엔진 부품 공급 계약
- 2016년: 두산 DST 인수 (舊 한화디펜스)[11]
- 2017년: 한화지상방산, 한화파워시스템, 한화정밀기계로 분리
- 2017년: K9 자주포 인도·핀란드·노르웨이 수출, K10 탄약운반장갑차 노르웨이 수출[12]
- 2018년: K9 자주포 에스토니아 수출
- 2018년: K105A1 자주포 양산
- 2018년: 무인수색차량 탐색개발사업 수주
- 2018년: ㈜한화의 항공기계사업 영업 양수
- 2018년: 누리호 시험발사체 발사 성공
- 2018년 4월: 상호명을 한화테크윈에서 한화에어로스페이스로 변경
- 2018년 4월: 시큐리티(CCTV)사업부를 물적분할하여 '한화테크윈' 법인 신설
- 2019년: 미국 항공엔진 부품업체 EDAC 인수 및 Hanwha Aerospace USA 출범
- 2019년: 미국 Pratt & Whitney와 GTF 엔진 Disk 공급 계약
- 2019년: 영국 Rolls-Royce에 10억불 규모 Trent 엔진 부품 공급 계약 수주
- 2019년: 레이저대공무기(Block-I)체계 사업 수주
- 2019년: 레드백 호주 차세대장갑차 도입 사업 최종 후보 선정
- 2020년: 120밀리 자주박격포, 30mm 차륜형 대공포 양산
- 2020년: 폭발물 탐지/제거 로봇 체계개발 수주
- 2021년: 한국형 자주도하장비 M3K 수주[13]
- 2021년: K9 자주포, K10 탄약운반장갑차 호주 수출
- 2021년: 美 GE와 3.2억불 규모 항공기 엔진부품 공급계약 체결
- 2021년: 한화에어로스페이스 국내 최초 6개 정부출연 연구소와 우주 현지자원활용(ISRU) 관련 협약
- 2022년: 천궁 II 중동국가 수출
- 2022년: K9 자주포 패키지 중동국가 수출
- 2022년: K9 자주포, 천무, 폴란드 수출
- 2022년: 바라쿠다 인도네시아 수출
- 2022년: 천무 중동국가 수출
- 2022년: 누리호 고도화사업 총괄 주관 제작사업 계약 체결
- 2022년: 한화디펜스와 흡수합병
- 2024년: 한화인더스트리얼솔루션즈로 분리
- 2025년: 3조 6,000억 규모의 유상증자[14]

## 자회사
- 한화비전
- 한화시스템
- 쎄트렉아이

## 같이 보기
- K-9 자주포
- K-10 탄약보급장갑차
- 누리호
- K21 보병전투장갑차
- KF-21
- 한화디펜스
- 한화비전